# Guézin
Guézin est un village de l'arrondissement de Agatogbo, situé à proximité de Gbohwlècodji, et proche de Hanvè dans le département du mono au Benin.